# Magnolia braianensis
Magnolia braianensis este o specie de plante din genul Magnolia, familia Magnoliaceae. A fost descrisă pentru prima dată de François Gagnepain, și a primit numele actual de la Richard B. Figlar.
Este endemică în Vietnam. Conform Catalogue of Life specia Magnolia braianensis nu are subspecii cunoscute.